# Подолинный, Анатолий Мусиевич
Анато́лий Му́сиевич Подоли́нный (укр. Анатолій Мусійович Подолинний 1 мая 1940, Шипинки — 9 июня 2023, Винница) — украинский учёный, поэт и общественный деятель, профессор Винницкого государственного педагогического университета им. Михайла Коцюбинского, член Национального союза писателей Украины (1999). Заслуженный работник культуры Украины (2001).

## Биография
Родился 1 мая 1940 года в селе Шипинки Барского района Винницкой области в крестьянской семье. После окончания средней школы поступил в сельскохозяйственный техникум в Молдавии. После окончания техникума работает бригадиром в колхозе и совхозе. С 1961 по 1966 гг обучается на филологическом факультете Винницкого пединститута, после его окончания работал учителем в Ялтушковской средней школе Барского района. Потом работал методистом, ученым секретарем Винницкой областной организации Общества памятников истории и культуры.
С 1976 года А. М. Подолинный ассистент кафедры украинской литературы Винницкого пединститута. В 1981 году защитил кандидатскую диссертацию на тему «Герой украинской советской приключенческой повести 30-х годов и творчество Николая Трублаини». С 1985 года — доцент, а с 1998 года  — профессор университета.
А. М. Подолинный автор многих научных, научно-популярных и методичных публикаций, историко-краеведческих путеводителей, очерков, переводов и сборников стихов. Член Национального общества писателей Украины с 1999 года.

## Награды
- медаль «Строитель Украины» Всеукраинского товарищества «Просвіта» им. Т. Шевченко (2008);
- почетные звания «Заслуженный работник культуры Украины» (2001), «Отличник образования Украины» (2004).
- лауреат литературных премий: «Хрустальная вишня» (1998), имени Дмитрия Нитченко (2003), Михайла Коцюбинского (2004), Эвгения Гуцала (2007).